# Monasterio de Pareji
El Monasterio de Pareji es un monasterio medieval ortodoxo georgiano en el reino medieval histórico de Klarjeti (hoy en día la provincia de Artvin en Turquía).
El monasterio es un ejemplo de la actividad de los seguidores de San Gregorio. Fundado en la década del 840 como ermita, pronto se convirtió en un cenobio. Los edificios monásticos están protegidos por una cornisa horizontal y forman un todo orgánico con el paisaje circundante. Se trata de dos iglesias del siglo IX, una estructura de una sola nave y una basílica, de pie en medio del monasterio junto a la otra. 